# Gigamyiopsis funebris
Gigamyiopsis funebris är en tvåvingeart som beskrevs av Henry Jonathan Reinhard 1964. Gigamyiopsis funebris ingår i släktet Gigamyiopsis och familjen parasitflugor. Inga underarter finns listade i Catalogue of Life.